# Joseph Edward Morton
Joseph Edward Morton, genannt Peter, (geboren 11. Februar 1907 in Wien, Österreich-Ungarn; gestorben 31. Januar 1976 in Union City (New Jersey)) war ein US-amerikanischer Wirtschaftsstatistiker.

## Leben

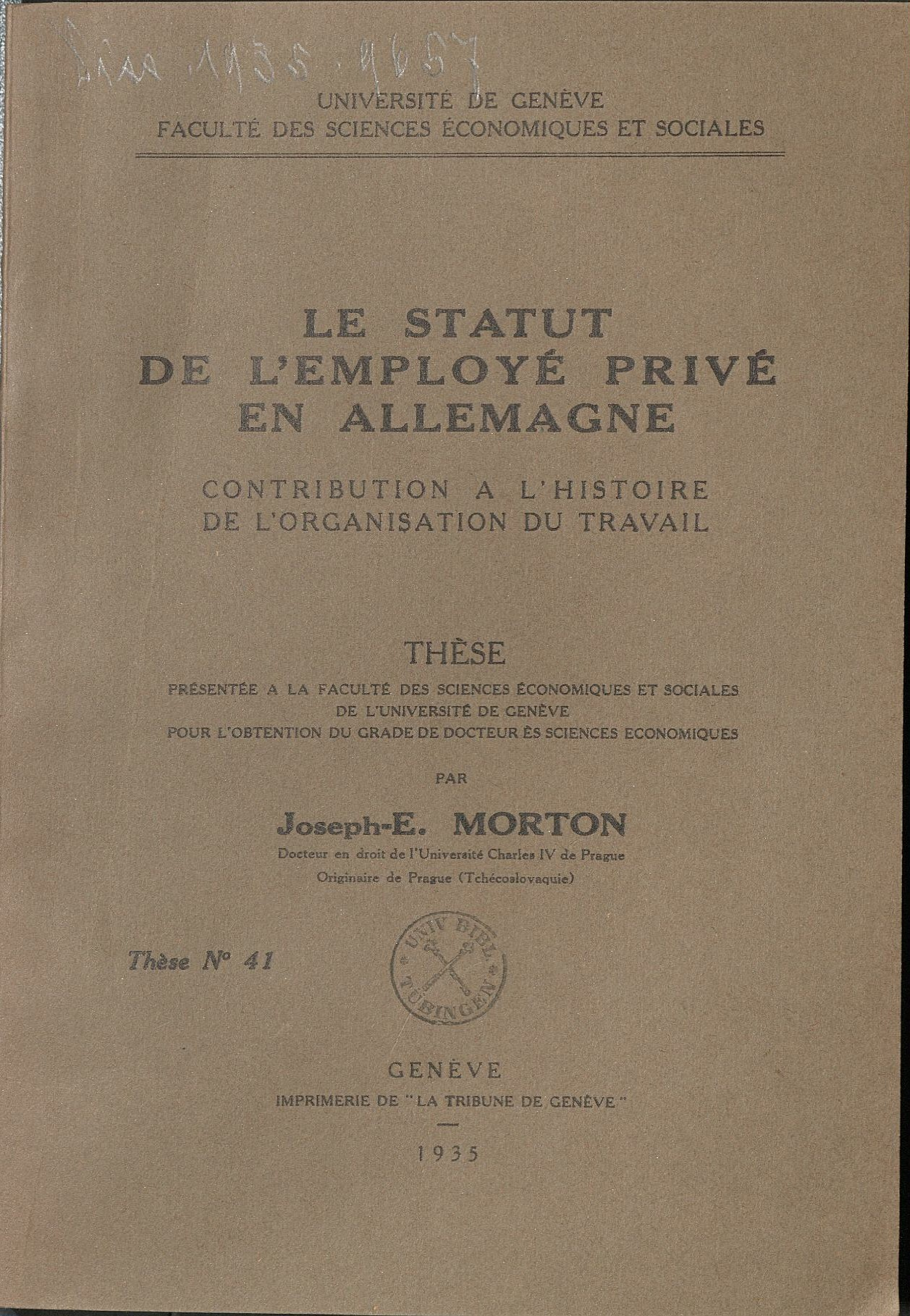
Dissertation 1935

Joseph Edward Morton studierte Rechtswissenschaften an der Deutschen Universität Prag und wurde 1930 promoviert. Danach studierte er noch an der Sorbonne und der Universität Frankfurt am Main. Ab 1933 arbeitete er als wissenschaftlicher Mitarbeiter bei der Internationalen Arbeitsorganisation (ILO) in Genf und war Dozent an der Universität Genf, an der er 1935 bei Antony Babel, Liebmann Hersch und Claudius-P. Terrier mit der Dissertation Le statut de l'employé privé en Allemagne: contribution à l'histoire de l'organisation du travail ein zweites Mal promoviert wurde. Zurück in der Tschechoslowakei arbeitete er beim Unternehmerverband der Papier- und Zelluloseindustrie. Morton emigrierte 1938 in die USA. 
Er fand eine Stelle als Lecturer am Knox College (1939–1945) und arbeitete daneben von 1942 bis 1956 als Forschungsassistent beim National Bureau of Economic Research. Morton wurde 1946 Professor für Statistik an der School of Industrial and Labor Relations  der Cornell University. Ab 1955 arbeitete er als Chefstatistiker bei der National Science Foundation und ab 1957 als Abteilungsleiter bei der „United Nations Economic Commission for Asia and the Far East“. Er publizierte zur Definition und statistischen Erfassung des Arbeitskräftepotentials.
Morton war Mitglied der American Economic Association,  der Econometric Society,  der American Statistical Association und der Royal Statistical Society. Er wohnte zuletzt in Union City (New Jersey). Er war mit Lourdes Lim verheiratet.

## Schriften (Auswahl)
- Urban mortgage lending : comparative markets and experience. New York: National Bureau of Economic Research, 1956
- Analytical Potential of the current population survey for manpower and employment research. Kalamazoo: W.E. Upjohn Inst. for Employment Research, 1965
- On manpower forecasting. 1968
- On the evolution of manpower statistics. Kalamazoo, 1969
- Handbook for community manpower surveys. Kalamazoo, 1972